# آق‌باش (شهرستان سوزک)
آق‌باش (به لاتین: Ak-Bash) یک منطقهٔ مسکونی در قرقیزستان است که در شهرستان سوزک واقع شده‌است. آق‌باش ۲٬۴۰۰ نفر جمعیت دارد و ۸۶۰ متر بالاتر از سطح دریا واقع شده‌است.